# Billie Dawe
Pour les articles homonymes, voir Dawe.
William « Billie » Dawe (né le 8 juin 1924 à Cochrane (Alberta), mort le 20 mai 2013 à Edmonton) est un joueur canadien de hockey sur glace.

## Biographie
Sa mère, Hilda, est une épouse de guerre britannique, elle rencontra père, Bill, alors qu'il servait dans le Corps expéditionnaire canadien pendant la Première Guerre mondiale. Dawe grandit à Edmonton.
Billie Dawe rencontre son épouse, Lee, dans le Manitoba, au Canada alors qu'il s'entraîne pour devenir pilote pour l'Aviation royale canadienne à la base de l'Aviation royale canadienne de Gimli pendant la Seconde Guerre mondiale.

## Carrière
En 1949, Dawe rejoint les Mercurys d'Edmonton, une nouvelle équipe de hockey sur glace intermédiaire senior-A à Edmonton. Dawe joue avec les Mercurys lorsqu'ils participent à des matchs d'exhibtion à Ayr, en Écosse, en 1950, puis remportent le championnat du monde de hockey sur glace 1950 à Londres, en Angleterre ; Dawe est capitaine assistant.
En juillet 1951, le président de l'Association canadienne de hockey amateur, Doug Grimston, annonça que les Mercurys représenteront le Canada au hockey sur glace aux Jeux olympiques de 1952 à Oslo. L'équipe parcourt l'Europe pendant trois mois, jouant une cinquantaine de matchs. Le Canada devient champion olympique. Dawe en est le capitaine et est à égalité au deuxième rang des marqueurs de l'équipe, avec 6 buts et 6 passes décisives en 8 matchs.
Dawe prend sa retraite du hockey après les Jeux olympiques de 1952, estimant avoir obtenu sa plus grande victoire. Il rend visite aussitôt à des écoles. 
Il ne jouera pas en Ligue nationale de hockey mais fait un essai d'une journée avec les Maple Leafs de Toronto.
Il travaille ensuite chez le concessionnaire automobile Edmonton Waterloo Mercury, sponsor de l'équipe de hockey des Mercurys d'Edmonton, pendant plusieurs décennies. Dawe devient directeur des pièces chez le concessionnaire et associé de l'entreprise, avec quatre autres coéquipiers des Mercurys, dont le propriétaire principal Al Purvis. Il continue à s'impliquer dans le sport, en tant que président du Canadian Athletic Club, dirigeants d'équipes de la Little League Baseball et en jouant au curling.
Dawe, comme d'autres joueurs survivants de Mercury, sont invités à Salt Lake City sont invités à la finale de la compétition de hockey sur glace aux Jeux olympiques de 2002, que le Canada remporte à nouveau après 50 ans.
Dawe, en tant que membre des Mercurys d'Edmonton, champions olympiques et du monde de 1952, est intronisé au Temple de la renommée des sports de l'Alberta en 1968. Les Mercurys de 1952 sont intronisés au Temple de la renommée olympique canadien en 2002. Les champions du monde 1950 sont intronisés au Temple de la renommée des sports de l'Alberta en 2011.